# Араб (сын Кылыч-Арслана I)
Араб-шах — один из сыновей сельджукского султана Рума Кылыч-Арслана I. Араб сопровождал отца в походе на Мосул в 1107 году. После гибели Кылыч-Арслана в реке Хабур он избежал плена и вернулся в Анатолию.  Во время правления его брата, султана Месуда, он был правителем Анкары и Кастамону. После того, как Месуд уступил Мелитену Данышмендидам, Араб выступил против брата, но  проиграл и бежал в Константинополь, где и умер.

## Биография

### Ранние годы
Матвей Эдесский писал, что у султана Кылыч-Арслана было четыре сына, но не назвал имен никого из них, кроме Месуда. Михаил Сириец указал 4 имени: Араб, Шахиншах (Сайсан), Месуд и Тогрул-Арслан. Бар-Эбрей перечислил Меликшаха, Месуда, Араба и Тугрула. «Анонимный Сельджукнаме» назвал только двух сыновей султана: Месуд и Араб.
В 1107 году Кылыч-Арслан отправился в поход против назначенного сельджукидским султаном Ирака Мухаммедом Тапаром атабека Мосула и аль-Джазиры Джавали (Чавли). Кылыч-Арслан I вошёл в Мосул 22 марта 1107 года по приглашению жителей, не желавших принимать Джавали своим правителем из-за слухов о его жестокости. Известно, что султана сопровождали в походе жена Айше-хатун, их сын Тогрул-Арслан, сын султана Мелик-шах. М. Кешик предположил, что Месуд и Араб могли быть при отце во время битвы у реки Хабур, после которой Кылыч-Арслан утонул при бегстве, а Мелик-шах попал в плен. В таком случае они могли избежать плена, скрывшись с поля битвы после поражения отца. Вероятно, захватив Мосул и одного из сыновей Кылыч-Арслана, Джавали мог позволить другим сыновьям султана вернуться в Анатолию, чтобы заставить сбежавших братьев сражаться друг с другом за трон, а Мелик-шаха использовать для сдерживания их.
Ливанский историк М. С. Такуш утверждал со ссылкой на Михаила Сирийца, что после смерти отца Месуд жил у Данышмендидов, а Араб — в Конье. Т. Райс полагала, что Араб находился в плену в «Персии» и был освобождён лишь в 1125 году.
Согласно «Анонимному Сельджукнаме», Араб вместе со своим отцом участвовал в последней битве отца. Анонимный сирийский автор утверждал, что после смерти султана в Мелитене правили два его младших сына и жена. Одним из этих детей был Тогрул-Арслан. Возможно, что другим сыном был Араб.

### Борьба с Месудом
С 1107 года Мелитеной управлял брат Араба, Тогрул-Арслан. Другой брат Араба, Мелик-шах, с 1110 по 1116 год был султаном в Конье.
Бар-Эбрей писал, что, прибыв в Анатолию в 1109/10 году, Меликшах сместил Тогрул-Арслана и заключил в тюрьму двух других своих братьев Месуда и Араба. Месуд с помощью Данышмендида Мелика Гази захватил власть. В конце 1124 года Месуд помог Гази захватить Мелитену и изгнать из города Тогрул-Арслана. Араб был правителем Анкары и Кастамону. Он был зол на Месуда за то, что Мелитена, принадлежавшая ранее сельджукам, попала в руки Данишмендида. Араб счёл это предательством по отношению к отцу, который захватил Мелитену после больших трудов. Поэтому он выступил против Месуда с армией, которую Михаил Сириец оценил в 30000 человек. По предположению М. Кешика, он мог использовать передачу Мелитены Данышмендидам лишь как предлог для захвата трона. В первой битве Араб победил. Место и время этого события неизвестны из-за недостаточности сведений в источниках. Месуд отправился в Константинополь к византийскому императору Иоанну II Комнину, рассчитывая на помощь. Император хорошо принял султана и дал ему золото и войско. Получив помощь, Месуд отправился к своему тестю, эмиру Гази. В 1126 году они объединили свои силы и двинулись на Араба. На этот раз проиграл Араб. Он бежал к армянскому правителю Киликии Торосу.
Араб вернулся в Анатолию и Киликию с войском, полученным от Тороса. Летом 1127 года ему удалось обманом захватить в плен Мухаммеда, сына эмира Гази. Сын Мухаммеда, выступил против Араба, чтобы спасти своего отца, но потерпел поражение и тоже попал в плен. Затем Араб напал на Гази. В битве побеждал Араб, но Гази пошёл на хитрость. Он поставил свой шатер на высоком месте и велел бить в барабаны, как будто Араб потерпел поражение. Услышав барабаны и увидев шатер Гази, его войско воспряло духом и разбило силы Араба. Гази помогло то, что густой туман способствовал рассредоточению солдат Араба. Гази преследовал побеждённых и захватил их шатры и коней. Затем Гази двинулся на города, которыми правил Араб, Анкару и Кастамону, и после ожесточенных боев захватил их. Он освободил своего сына Мухаммеда, который томился там в плену. Но Араб не отказался от борьбы с Гази и в ответ захватил некоторые их территории и замок сына Гази, Ягана. Гази нагнал Араба и победил его, после чего Араб бежал с поля боя, а Гази разорил его города. Согласно Михаилу Сирийцу, Араб и Гази ещё раз сошлись в битве, в которой Араб проиграл и был вынужден укрыться в Византии у императора Иоанна. Это было в 1127 году. После этой даты Михаил Сириец более не упоминает его.
Согласно «Анонимному Сельджукнаме», Араб трижды воевал против своего брата Месуда. В конце концов между ними было заключено соглашение, и Месуд передал Арабу несколько замков. Через некоторое время братья поссорились, Араб попросил помощи у византийского императора, но не успел ею воспользоваться, поскольку умер.
Турецкий историк М. Кешик утверждал, что из-за отсутствия сведений в источниках нет данных о том, как и каким образом он умер, и можно лишь утверждать, что после того, как он уехал в Константинополь, о нём больше ничего не было слышно. Но турецкий историк Ф. Сюмер писал, что отказавшийся от борьбы Араб умер в Византии в 1128 или 1129 году.